# 2000 w muzyce
Wydarzenia muzyczne w 2000 roku.

## Wydarzenia
- 15 sierpnia – koncert Tiny Turner w Polsce (Hipodrom Sopot)[1]
- Został założony zespół rocka elektronicznego Goose[2]

## Urodzili się
- 1 stycznia – Ice Spice, właśc. Isis Naija Gaston, amerykańska raperka i autorka tekstów
- 4 stycznia – Hyuk Lee, południowokoreański pianista
- 5 stycznia – Roxen, właśc. Larisa Roxana Giurgiu, rumuńska piosenkarka
- 6 stycznia – Yeh Shuhua, tajwańska piosenkarka, członkini zespołu (G)I-DLE
- 8 stycznia – Noah Cyrus, amerykańska aktorka i piosenkarka
- 9 stycznia – Flo Milli, właśc. Tamia Monique Carter, amerykańska raperka, piosenkarka i autorka tekstów
- 11 stycznia – Chaeyeon, południowokoreańska piosenkarka, raperka, autorka tekstów i tancerka
- 19 stycznia – Łęgu, właśc. Wiktor Burchard, polski raper, piosenkarz, autor tekstów i producent muzyczny
- 20 stycznia – Mike Singer, niemiecki piosenkarz i autor tekstów
- 22 stycznia – Laura Thorn, luksemburska piosenkarka
- 30 stycznia – Benee, właśc. Stella Rose Bennett, nowozelandzka piosenkarka i autorka tekstów
- 31 stycznia – Emilee, właśc. Emilee Flood, amerykańska piosenkarka i influencerka
- 7 lutego – Mlodyskiny, właść. Kacper Kityński, polski raper i autor tekstów
- 12 lutego – María Becerra, argentyńska piosenkarka, autorka tekstów i była youtuberka
- 14 lutego – Andrea Koewska, macedońska piosenkarka
- 16 lutego – Koffee, właśc. Mikayla Victoria Simpson, jamajska piosenkarka, raperka, autorka tekstów i gitarzystka
- 23 lutego – Matilda Mann, brytyjska piosenkarka, autorka tekstów i muzyk
- 26 lutego – Yeat, właśc. Noah Olivier Smith, amerykański raper, piosenkarz, autor tekstów i producent muzyczny
- 27 lutego – Dasha, właśc. Anna Dasha Novotny, amerykańska piosenkarka i autorka tekstów
- 2 marca – Julie Kedhammer, szwedzka piosenkarka
- 10 marca
  - BigMama, właśc. Marianna Mammone, włoska raperka, piosenkarka i autorka tekstów
  - Roko Blažević, chorwacki piosenkarz
- 15 marca – Kristian Kostow, bułgarsko-rosyjski piosenkarz i autor tekstów
- 21 marca
  - Tommy Richman, amerykański piosenkarz i autor tekstów
  - Yoon San-ha, południowokoreański piosenkarz, aktor i model, członek zespołu Astro
- 23 marca
  - Amee, właśc. Trần Huyền My, wietnamska piosenkarka i aktorka
  - Geolier, właśc. Emanuele Palumbo, włoski raper
- 27 marca – Halle Bailey, amerykańska piosenkarka, autorka tekstów i aktorka
- 29 marca
  - Jireel, właśc. Jireel Lavia Pereira, szwedzki raper
  - Julie, właśc. Julie Han, amerykańska raperka, członkini zespołu Kiss of Life
- 4 kwietnia – Zeamsone, właśc. Paweł Świdnicki, polski raper
- 7 kwietnia – Big Scarr, właśc. Alexander Woods, amerykański raper (zm. 2022)
- 8 kwietnia
  - Don Xhoni, właśc. Xhonatan Isufi, kosowski raper
  - Cricket, właśc. Donat Prelvukaj, kosowski producent muzyczny
- 9 kwietnia – Jackie Evancho, amerykańska piosenkarka muzyki classical crossover
- 10 kwietnia – Surf Mesa, właśc. Powell Aguirre, amerykański muzyk, DJ i producent muzyczny
- 11 kwietnia
  - Ken Carson, amerykański raper, autor tekstów i producent muzyczny
  - Chrissy Chlapecka, amerykańska piosenkarka, osobowość Tik-Toka i lewicowa aktywistka
  - Karina, południowokoreańska piosenkarka, raperka i tancerka, członkini zespołu Aespa
- 12 kwietnia
  - Teya, właśc. Teodora Špirić, austriacka piosenkarka i autorka tekstów pochodzenia serbskiego
  - Manuel Turizo, kolumbijski piosenkarz i autor tekstów
- 20 kwietnia – Klara Hammarström, szwedzka piosenkarka, prezenterka telewizyjna i jeździec konny
- 26 kwietnia – Olga Heikkala, fińska aktorka i piosenkarka
- 28 kwietnia
  - Victoria De Angelis, włoska basistka zespołu Måneskin
  - Asthma, właśc. Mateusz Wardyński, polski raper, autor tekstów i aktor
- 1 maja – Rema, właśc. Divine Ikubor, nigeryjski piosenkarz, raper i autor tekstów
- 4 maja – Nicholas Hamilton, australijski aktor i piosenkarz
- 7 maja – Eden Alene, izraelska piosenkarka
- 10 maja – Meau, holenderska piosenkarka i autorka tekstów
- 13 maja – Faustyna Fugińska, polska influencerka, youtuberka i piosenkarka
- 18 maja – Carlie Hanson, amerykańska piosenkarka i autorka tekstów
- 20 maja – Rosa Linn, ormiańska piosenkarka, autorka tekstów i producenta muzyczna
- 26 maja – Yeji – południowokoreańska piosenkarka, raperka i tancerka, członkini zespołu Itzy
- 28 maja – Maisie Peters, brytyjska piosenkarka i autorka tekstów
- 3 czerwca – Beabadoobee, filipińsko-brytyjska piosenkarka
- 4 czerwca – Bartek Kubicki, polski youtuber, influencer i piosenkarz
- 6 czerwca
  - Cat Burns, brytyjska piosenkarka i autorka tekstów
  - BabyTron, właśc. James Edward Johnson IV, amerykański raper
- 8 czerwca
  - Kubi Producent, właśc. Jakub Adam Salepa, polski producent muzyczny
  - Charlotte Lawrence, amerykańska piosenkarka, autorka tekstów, modelka i aktorka
- 13 czerwca – Hotboii, amerykański raper, piosenkarz i autor tekstów
- 14 czerwca – Tony 2Milli, włoski raper i producent muzyczny
- 15 czerwca – Jérémie Makiese, belgijski piosenkarz i piłkarz grający na pozycji bramkarza
- 17 czerwca – Kabe, właśc. Bartosz Krupka, polski raper
- 20 czerwca – Arne, właśc. Krystian Kaliński, polski piosenkarz, raper i autor tekstów
- 26 czerwca – Barbora Piešová, słowacka piosenkarka
- 29 czerwca – Diiga D, brytyjski raper
- 1 lipca – Tali Golergant, luksemburska piosenkarka, autorka tekstów, aktorka i trenerka wokalna pochodzenia izraelskiego
- 2 lipca – Julia Żugaj, polska influencerka i piosenkarka
- 9 lipca – mxmtoon, amerykańska piosenkarka, autorka tekstów i youtuberka
- 14 lipca – Mata, właśc. Michał Matczak, polski raper, piosenkarz i autor tekstów
- 19 lipca – Sira, niemiecki producent muzyczny
- 21 lipca – Lia, południowokoreańska piosenkarka, członkini zespołu Itzy
- 23 lipca – Mimi Webb, brytyjska piosenkarka i autorka tekstów
- 24 lipca – Vkie, właśc. Łukasz Liszka, polski raper i autor tekstów
- 26 lipca – Oskar Cyms, polski piosenkarz i autor tekstów
- 28 lipca – Mero, właśc. Enes Meral, niemiecki raper tureckiego pochodzenia
- 29 lipca – Kaliii, właśc. Kaliya Ashley Ross, amerykańska raperka
- 1 sierpnia – Kim Chae-won, południowokoreańska piosenkarka, członkini zespołu Le Sserafim
- 9 sierpnia – Arlo Parks, brytyjska piosenkarka, autorka tekstów i poetka
- 17 sierpnia – Lil Pump, właśc. Gazzy Garcia, amerykański raper, autor tekstów i producent muzyczny
- 22 sierpnia – Alfa, właśc. Andrea De Filippi, włoski raper i piosenkarz
- 24 sierpnia – Fagata, właśc. Agata Fąk, polska influencerka, raperka, piosenkarka i freak fighterka
- 25 sierpnia – Vincenzo Cantiello, włoski piosenkarz
- 6 września – David Kushner, amerykański piosenkarz i autor tekstów
- 13 września – Emmy Kristine Guttulsrud Kristiansen, norweska piosenkarka i autorka tekstów
- 18 września – Alex Warren, amerykański piosenkarz, autor tekstów i youtuber
- 22 września – Kankan, amerykański raper, autor tekstów i producent muzyczny
- 25 września – Rareș Mariș, rumuński piosenkarz i aktor
- 28 września – Frankie Jonas, amerykański aktor i piosenkarz
- 4 października – Lunay, portorykański piosenkarz i autor tekstów
- 6 października
  - Zoë Më, właśc. Zoë Anina Kressler, szwajcarska piosenkarka i autorka tekstów
  - Addison Rae, amerykańska influencerka, piosenkarka, tancerka i aktorka
- 8 października – Ethan Torchio, włoski perkusista zespołu Måneskin
- 9 października – Ghais Guevara, właśc. Jaja Gha'is Robinson, amerykański raper, producent muzyczny i aktywista polityczny
- 13 października – Sexmane, fiński raper, piosenkarz i autor tekstów
- 19 października – Heejin, południowokoreańska piosenkarka, członki zespołów Loona i Artms
- 21 października – Imanbek, kazachski DJ i producent muzyczny
- 23 października – Hanna Ferm, szwedzka piosenkarka
- 25 października – Mizuki Itagaki, japoński aktor i piosenkarz (zm. 2025)
- 27 października
  - RS, właśc. Jay-Ronne Steven Grootfaam, holenderski raper (zm. 2019)
  - Claudia Santoso, indonezyjska piosenkarka
- 29 października – Zalia, właśc. Julia Zarzecka, polska piosenkarka, autorka tekstów, kompozytorka i aktorka dubbingowa
- 30 października – Giselle, właśc. Aeri Uchinaga, południowokoreańska piosenkarka i raperka, członkini zespołu Aespa
- 31 października – Willow Smith, amerykańska aktorka, piosenkarka, córka Willa Smitha i Jady Pinkett Smith
- 2 listopada – Auliʻi Cravalho, amerykańska aktorka i piosenkarka
- 5 listopada – Juwal Rafael, izraelska piosenkarka
- 8 listopada
  - S10, holenderska piosenkarka i raperka
  - Jasmine Thompson, brytyjska piosenkarka muzyki pop
  - Toby Romeo, austriacki DJ i producent muzyczny
- 13 listopada – 24kGoldn, właśc. Golden Landis Von Jones, amerykański raper, piosenkarz i autor tekstów
- 20 listopada – Connie Talbot, brytyjska piosenkarka
- 30 listopada – Pashanim, właśc. Can David Bayram, niemiecki raper
- 3 grudnia – Iru Checzanowi, gruzińska piosenkarka i autorka tekstów pochodzenia armeńskiego
- 5 grudnia – Luka Cruysberghs, belgijska piosenkarka
- 17 grudnia – Miriana Conte, maltańska piosenkarka
- 20 grudnia – Gaboro, szwedzki raper i autor tekstów (zm. 2024)
- 22 grudnia – Joshua Bassett, amerykański aktor i piosenkarz
- 26 grudnia – Isac Elliot, fiński piosenkarz, tancerz i aktor
- 29 grudnia – Eliot Vassamillet, belgijski piosenkarz

## Zmarli
- 11 stycznia – Barney Childs, amerykański kompozytor muzyki poważnej (ur. 1926)
- 15 stycznia – Tadeusz Wroński, polski skrzypek i pedagog (ur. 1915)
- 18 stycznia – Jester Hairston, amerykański aktor, kompozytor, aranżer i dyrygent chóralny (ur. 1901)
- 22 stycznia – Carlo Cossutta, włoski śpiewak operowy (tenor) (ur. 1932)
- 27 stycznia – Friedrich Gulda, austriacki pianista i kompozytor (ur. 1930)
- 4 lutego – Doris Coley, amerykańska piosenkarka The Shirelles (ur. 1941)
- 7 lutego – Big Pun, amerykański raper (ur. 1971)
- 8 lutego – Arnold Rezler, polski wiolonczelista, dyrygent, kompozytor (ur. 1909)
- 12 lutego – Screamin’ Jay Hawkins, amerykański piosenkarz, aktor i kompozytor (ur. 1929)
- 15 lutego – Krystyna Pawlaczyk-Baśkiewicz, polska piosenkarka, wokalistka zespołu Filipinki (ur. 1945)
- 18 lutego – Zenon Hodor, polski skrzypek, koncertmistrz Filharmonii Łódzkiej (ur. 1925)
- 19 lutego – Marin Goleminow, bułgarski kompozytor, dyrygent i pedagog (ur. 1908)
- 23 lutego – Ofra Haza, izraelska piosenkarka, kompozytorka i aktorka (ur. 1957)
- 26 lutego – Andrzej Hiolski, polski śpiewak operowy (baryton) (ur. 1922)
- 2 marca – Corrado Rollero, włoski pianista (ur. 1969)
- 4 marca – Władysław Daniłowski, polski pianista, kompozytor i wokalista (ur. 1902)
- 27 marca – Ian Dury, brytyjski piosenkarz, perkusista, autor tekstów i aktor (ur. 1942)
- 28 marca – Irving Joseph, amerykański muzyk jazzowy, aranżer i dyrygent (ur. 1925)
- 7 kwietnia
  - Broery Marantika, indonezyjski piosenkarz (ur. 1948)
  - Andrzej Nowicki, polski gitarzysta basowy (ur. 1953)
- 11 kwietnia – Lucia Dlugoszewski, amerykańska kompozytorka, choreografka i poetka polskiego pochodzenia (ur. 1925)
- 25 kwietnia – Niels Viggo Bentzon, duński kompozytor i pianista (ur. 1919)
- 28 kwietnia – Kim Borg, fiński śpiewak operowy (bas), kompozytor i nauczyciel śpiewu (ur. 1919)
- 13 maja – Cesare Valletti, włoski śpiewak operowy (tenor) (ur. 1922)
- 20 maja – Jean-Pierre Rampal, francuski flecista (ur. 1922)
- 28 maja – Ihor Biłozir, ukraiński piosenkarz i kompozytor, muzyk zespołu Watra (ur. 1955)
- 31 maja – Tito Puente, amerykański kompozytor, aranżer i instrumentalista reprezentujący latin jazz i mambo (ur. 1923)
- 2 czerwca – Lepo Sumera, estoński kompozytor i polityk (ur. 1950)
- 21 czerwca – Alan Hovhaness, amerykański kompozytor pochodzenia ormiańskiego (ur. 1911)
- 23 czerwca – Bogdan Łyszkiewicz, polski muzyk, lider zespołu Chłopcy z Placu Broni (ur. 1964)
- 24 czerwca – Roman Kosierkiewicz, polski śpiewak i aktor (ur. 1925)
- 6 lipca – Władysław Szpilman, polski pianista (ur. 1911)
- 9 lipca – Halina Słonicka, polska śpiewaczka operowa (sopran), pedagog wokalistyki (ur. 1931)
- 10 lipca – Feliks Rudomski, polski śpiewak operowy (bas) i pedagog (ur. 1912)
- 11 lipca – Jaroslav Filip, słowacki dramaturg, aktor, kompozytor i muzyk (ur. 1949)
- 21 lipca – Stanojlo Rajičić, serbski kompozytor i pedagog (ur. 1910)
- 25 lipca – Kazimierz Flatau, polski klawesynista, krytyk muzyczny, pedagog, tłumacz i astrolog (ur. 1910)
- 26 sierpnia – Allen Woody, amerykański gitarzysta basowy (ur. 1955)
- 31 sierpnia – Nodar Gabunia, gruziński kompozytor i pianista, profesor konserwatorium w Tbilisi (ur. 1933)
- 12 września
  - Götz Friedrich, niemiecki reżyser operowy (ur. 1930)
  - Stanley Turrentine, amerykański saksofonista jazzowy (ur. 1934)
- 21 września – Bengt Hambraeus, szwedzki kompozytor, organista i muzykolog (ur. 1928)
- 26 września – Baden Powell de Aquino, brazylijski kompozytor i gitarzysta (ur. 1937)
- 10 października – Ferenc Farkas, węgierski kompozytor (ur. 1905)
- 18 października – Julie London, amerykańska aktorka i piosenkarka jazz-popowa (ur. 1926)
- 6 listopada – Herbert Brün, izraelski kompozytor pochodzenia niemieckiego (ur. 1918)
- 28 listopada – Michał Ślaski, polski aktor operetkowy, reżyser (ur. 1913)
- 30 listopada – Jānis Kalniņš, łotewski kompozytor (ur. 1904)
- 12 grudnia – Chris Williams, amerykański perkusista metalowy (ur. 1971)
- 19 grudnia – Milt Hinton, amerykański kontrabasista jazzowy, fotografik (ur. 1910)
- 23 grudnia – Victor Borge, duński i amerykański komik, pianista i dyrygent (ur. 1909)
- 26 grudnia – Piotr Łuszcz, polski raper (ur. 1978)

## Albumy

### polskie
- Pascha 2000 – 2Tm2,3
- Broken Head – Acid Drinkers
- Równe prawa – Alians
- Soul Side Story – Armia
- Ano! – Brathanki
- Thelema.6 – Behemoth
- Bal wszystkich świętych – Budka Suflera
- Live at Carnegie Hall – Budka Suflera
- Szklanka wody – Bajm
- Świat według Kiepskich – Big Cyc
- Gwiazdy spadają z nieba – Chłopcy z Placu Broni
- Polska – Chłopcy z Placu Broni
- Superata (Świat widzialny) – Mirosław Czyżykiewicz
- The First Damned – Decapitated
- Winds of Creation – Decapitated
- Być albo mieć – Dżem
- A pudle? – El Dupa
- Słodka maska – Elektryczne Gitary
- Złota kolekcja: Najpiękniejszy dzień – Exodus
- Gold – Formacja Nieżywych Schabuff
- Początek ery nienawiści – Frontside
- G.A.D. – Artur Gadowski
- Co przed nami – Wojciech Gąssowski
- Światła miasta – Grammatik
- Amulet – Harlem
- Dokładny czas – Hurt
- Dwie skały – Jacek Kaczmarski
- 3:44 – Kaliber 44
- 5 – Kasia Kowalska
- JakaJaKayah – Kayah
- Melassa – Kazik Staszewski
- Zeta Reticuli IV – Władysław Komendarek
- Blues Rock Band Live – Krzak
- Wołanie – Antonina Krzysztoń
- Złota kolekcja: Perłowa łódź – Antonina Krzysztoń
- Nasza reputacja – Lady Pank
- Moje oczy są zielone – Anita Lipnicka
- 10 – Liroy
- Deja’Vu – Lombard
- Talkin’ About Life and Death – Miłość / Lester Bowie
- Sushi – Nosowska
- Kinematografia (album) – Paktofonika
- Electric – Porter Band
- The Best of Rezerwat – Rezerwat
- To ja, złodziej – różni wykonawcy
- Bieszczadzkie anioły – Stare Dobre Małżeństwo
- Cudne manowce – Stare Dobre Małżeństwo
- Dzień i Noc – Justyna Steczkowska
- Litany – Vader
- Największe przeboje – Wilki i Robert Gawliński
- Exlibris – Magiczne numery 1986–2000 – Ziyo

### zagraniczne
- Stiff Upper Lip – AC/DC
- Live – Alice in Chains
- Mi Reflejo – Christina Aguilera
- My Kind of Christmas – Christina Aguilera
- Black & Blue – Backstreet Boys
- Necrodaemon Terrorsathan – Belphegor
- Selmasongs – Björk
- Bridging the Gap – The Black Eyed Peas
- Crush – Bon Jovi
- Cherry Kicks – Caesars Palace
- What You See Is What You Get – Chumbawamba
- In the Name of a Freedom – Henry Cow
- Bloodflowers – The Cure
- Insineratehymn – Deicide
- The Collector’s Series, Volume One – Céline Dion
- Live on Lenox – Dame Grease
- Opposite of H2O – Drag-On
- Dopethrone – Electric Wizard
- Healing Is Difficult – Sia Furler
- Warning – Green Day
- Gus Gus vs T-World – GusGus
- The Dark Ride – Helloween
- The Jimi Hendrix Experience – Jimi Hendrix
- Greatest Hits – Whitney Houston
- Clayman – In Flames
- Open Sky – Iona
- Brave New World – Iron Maiden
- Metamorphoses – Jean-Michel Jarre
- Elton John One Night Only – Elton John (album live)
- Oyoun Qalbi – Najwa Karam
- Notorious K.I.M – Lil’ Kim
- Chocolate Starfish and the Hot Dog Flavored Water – Limp Bizkit
- Hybrid Theory – Linkin Park
- We Are the Streets – The Lox
- Music – Madonna
- Holy Wood (In the Shadow of the Valley of Death) – Marilyn Manson
- Things to Make and Do – Moloko
- Gateways to Annihilation – Morbid Angel
- Eight – New Model Army
- Familiar to Millions – Oasis (album live)
- Standing on the Shoulder of Giants – Oasis
- Mer de Noms – A Perfect Circle
- Can’t Take Me Home – P!nk
- Binaural – Pearl Jam
- Black Market Music – Placebo
- The Platinum Collection – Queen
- Rated R – Queens of the Stone Age
- Kid A – Radiohead
- Ryde or Die Vol. 2 – Ruff Ryders Entertainment
- Lovers Rock – Sade Adu
- Tha Last Meal – Snoop Dogg
- Noisette – Soft Machine
- NYC Ghosts and Flowers – Sonic Youth
- Infinite – Stratovarius
- Oops!... I Did It Again – Britney Spears
- One Touch – Sugababes
- Deggial – Therion
- Onka’s Big Moka – Toploader
- All That You Can’t Leave Behind – U2
- Mother Earth – Within Temptation
- Silver & Gold – Neil Young

## Przeboje
- polskie
  - „Raz na milion lat” – Republika
  - „Konfrontacje” – Kaliber 44
  - „Normalnie O Tej Porze” – Kaliber 44
  - „Bal wszystkich świętych” – Budka Suflera
  - „Zakazane wakacje” – Wojciech Gąssowski
  - „Dziewczyny lubią brąz” – Ryszard Rynkowski
  - „Będziesz moja” – Zbigniew Hołdys
  - „Czerwone korale” – Brathanki
  - „Szklanka Wody” – Bajm
  - „Nobody” – Kasia Kowalska
  - „Udar” – Urszula
  - „Jestem powietrzem” – Anita Lipnicka
  - „Lornetka” – Golec uOrkiestra
  - „Słodycze” – Golec uOrkiestra
  - „Ty i tylko ty” – Golec uOrkiestra
  - „Teraz i tu” – Varius Manx
  - „Cztery pokoje” – Kazik & Edyta Bartosiewicz
  - „Słońcem opętani” – Lady Pank

- zagraniczne
  - „Taste in Men” – Placebo
  - „Try Again” – Aaliyah
  - „Pure Shores” – All Saints
  - „I’m Outta Love” – Anastacia
  - „Around the World” – ATC
  - „Freestyler” – Bomfunk MC’s
  - „Come on Over Baby (All I Want Is You)” – Christina Aguilera
  - „The Real Slim Shady” – Eminem
  - „Brave New World” – Iron Maiden
  - „Shackless” – Mary Mary
  - „The Time Is Now” – Moloko
  - „Thong Song” – Sisqó
  - „It Feels So Good” – Sonique
  - „Sky” – Sonique
  - „Supergirl” – Reamonn
  - „Never Be the Same Again” – Melanie Chisholm
  - „I Turn to You” – Melanie Chisholm
  - „American Pie” – Madonna
  - „Music” – Madonna
  - „Don’t Tell Me” – Madonna
  - „Oops!... I Did It Again” – Britney Spears
  - „Lucky” – Britney Spears
  - „Stronger” – Britney Spears
  - „Breathless” – The Corrs
  - „Californication” – Red Hot Chili Peppers
  - „Lady (Hear Me Tonight)” – Modjo
  - „Dancing in the Moonlight” – Toploader
  - „Life Is a Rollercoaster” – Ronan Keating
  - „Inside Out” – Bryan Adams
  - „It’s My Life” – Bon Jovi
  - „Never Had a Dream Come True” – S Club 7
  - „Daylight in Your Eyes” – No Angels
  - „Spanish Guitar” – Toni Braxton
  - „She’s Got That Light” – Orange Blue
  - „Maria Maria” – Carlos Santana feat. The Product G&B
  - „Sexbomb” – Tom Jones
  - „Tango in Harlem” – Touch and Go
  - „Rock DJ” – Robbie Williams
  - „Beautiful Day” – U2
  - „Stuck in a Moment You Can’t Get Out Of” – U2
  - „Elevation” – U2
  - „Walk On” – U2
  - „Only Time” – Enya
  - „Could I Have This Kiss Forever” – Whitney Houston & Enrique Iglesias
  - „By Your Side” – Sade Adu
  - „Shape of My Heart” – Backstreet Boys
  - „Fuoco Nel Fuoco” – Eros Ramazzotti
  - „Groovejet (If This Ain’t Love)” – Spiller
  - „Let’s Get Loud” – Jennifer Lopez
  - „Doesn’t Really Matter” – Janet Jackson
  - „Overload” – Sugababes
  - „Move Your Body” – Eiffel 65
  - „Prayed A Live” – Safri Duo
  - „Cartoon Heroes” – Aqua
  - „Around the World” – Aqua
  - „Can’t Fight the Moonlight” – Leann Rimes
  - „Bongo Bong” – Manu Chao

## Muzyka poważna
- XIV Międzynarodowy Konkurs Pianistyczny im. Fryderyka Chopina
- Powstaje String Quartet No. 5 Lukasa Fossa
- Powstaje Anniversary Fanfare for Aaron Copland Lukasa Fossa
- Powstaje Solo Transformed Lukasa Fossa
- Wojciech Kilar – msza Missa pro pace

## Nagrody
- Fryderyki 2000[3]
- Konkurs Piosenki Eurowizji 2000
  - „Fly on the Wings of Love”, Olsen Brothers
- 12 września – ogłoszenie zwycięzcy nagrody 2000 Technics Mercury Music Prize – Badly Drawn Boy za album The Hour of Bewilderbeast[4]
- 16 grudnia – Grand Prix Jazz Melomani 1999, Łódź, Polska